# Запомните меня такой
«Запомните меня такой» — двухсерийный телевизионный фильм 1987 года режиссёра Павла Чухрая, социальная драма по мотивам пьесы Романа Солнцева «Мать и сын».

## Сюжет
Фильм начинается с видов осеннего Ленинграда. Раннее утро, пустынные улицы. За кадром звучит «К Элизе» Бетховена и голос главного героя: «Я редко бываю теперь в Ленинграде. Мы далеко живём. И вот уже несколько лет как нет мамы. Многое изменилось с тех пор в нашей жизни, да и в жизни вообще. Но чем больше проходит времени, тем чаще я вспоминаю её, наши разговоры и тот наш последний приезд».
Несколько поколений одной семьи предстают перед нами в этой картине. В центре кинодрамы — Мария Ивановна (Ангелина Степанова) — убеждённая коммунистка, блокадница, которая волею судеб живёт в Ленинграде, с уже немолодой дочерью. Жизнь практически не изменила её принципов и убеждений.
На день рождения к ней в гости из Сибири прилетает сын с двумя своими жёнами (нынешней и предыдущей), дочерью и внуком. Однако праздник проходит не очень радостно: бабушка видит, насколько последнее поколение её семьи далеко от тех идеалов, которые разделяет она. В конце концов она с болью и гневом рассказывает о своей молодости, хлебе, сохраненном ею со времен блокады, и сокрушается, что не на кого оставить страну.
Финальная сцена фильма: Мария Ивановна делит между членами своей семьи самое дорогое, что у неё есть — те самые 125 «блокадных» граммов хлеба, которые она хранила все эти годы. Звучит Andante g-moll из  сонаты для фортепиано №25 Бетховена.

## В ролях
- Ангелина Степанова — Мария Ивановна Киреева
- Олег Борисов — Андрей, сын Марии Ивановны
- Ия Саввина — Лидия, бывшая жена Андрея
- Елена Проклова — Маша, дочь Андрея и Лидии
- Елена Финогеева — Ася, жена Андрея
- Людмила Аринина — Настя, дочь Марии Ивановны
- Антон Андросов — Олег, сын Маши (озвучивание - Вячеслав Баранов)
- Александра Колкунова — Таня, дочь Аси
- Михаил Глузский — Золотаревский, начальник Киреева
- Нина Ургант — Екатерина Жукова, алкоголичка
- Екатерина Жемчужная — цыганка в аэропорту
- Борис Сморчков — заместитель Киреева
- Анатолий Веденкин — продавец
- Галина Комарова — почтальон
- Галина Дёмина — общественница
- Анатолий Скорякин — сосед Марии Ивановны
- Людмила Давыдова — подруга
- Наталья Саакянц — Наталья Николаевна, соседка
- Арсен Амаспюрянц — муж соседки
- Игорь Шавлак — матрос в аэропорту
- Екатерина Зинченко — секретарь Лидии Сергеевны
- Екатерина Троян — Елена, сотрудница Маши
- Василий Кравцов — старик в очереди

## Над фильмом работали
- Автор сценария: Мария Зверева
- Режиссёр-постановщик: Павел Чухрай
- Оператор-постановщик: Владимир Бондарев
- Художник-постановщик: Евгений Виницкий
- Звукооператор: Марк Бронштейн
- Монтажёр: Марина Добрянская
- Государственный симфонический оркестр кинематографии
- Дирижёр: Владимир Понькин
- Директор: Людмила Габелая

В фильме использована музыка из произведений Бетховена.

## Награды
- 1987 — МКФ в Токио (Япония): Приз жюри (Павел Чухрай)
- 1987 — МТФ «Злата Прага» в Праге (Чехия): Главный приз (Павел Чухрай)
- 1988 — МТФ «Магнолия» в Шанхае (КНР): Лучшая актриса (Ангелина Степанова)